# 大岩正仲
大岩 正仲（おおいわ まさなか、1909年1月16日 - 1972年6月19日）は、日本の言語学者・国語学者。千葉大学元教授。
専門は方言学、文法学。

## 経歴
東京市芝区（現：港区）生まれ。東京外国語学校ドイツ語学科を経て京城帝国大学文学科卒。外国語学校卒業後にはすでに東条操のアシスタントとして平凡社『大辞典』（1933年）の方言の項目を担当。それを皮切りに『全国方言辞典』（1951年）、『分類方言辞典』（1954年）の刊行の際実質的な作業に力を注いだ。
その後､いよいよ大岩の名前で『日本方言大辞典』を編集・刊行すべく作業を進めていたが、1972年、その完成を見ずに死去。享年64。
その後徳川宗賢が大岩の遺志を受け継ぎ『日本方言大辞典』を刊行した。これは、日本最大級の方言辞典とも言われる。

## 主な著書・論文
- 日本音声学協会　『音声学協会会報』
  - （1930年）「音聲の分類に就いて」
  - （1931〜1932年）「單音の辨(一〜四)」
  - （1933年）「單音辯辯」
  - （1935年）「音韻ドグマ斷片」
  - （1935年）「菊澤季生氏著「國語音韻論」――書評」
  - （1936年）「書評：言語學論文集」
  - （1936年）「橘正一氏著「方言學槪論」――書評」
  - （1936年）「書評:菊澤季生著「新興國語學序說」」
- ローマ字ひろめ会　『ローマ字』
  - （1935年）「謹みて哀悼の意を表し奉る」
- 国語文化学会　『コトバ』
  - （1936年）「市河三喜氏譚イエスペルセン原著Languageの邦譚書について」
  - （1936年）｢「シ｣音考」
  - （1936年）「大西雅雄著『敎育音聲學』」
  - （1936年）「批評と飜譯」
- 東京大学国語国文学会『国語と国文学』
  - （1936年）「山田孝雄博士著｢日本文法學槪論｣」
  - （1942年）「奈良朝語法ズハの一解」
  - （1948年） 「｢現代かなづかい｣批判 」
  - （1949年）「｢当用漢字字体表｣所感」
  - （1949年）「当用漢字体表についての林大氏の弁明を読む」
- 国立国語研究所（1950年）『千葉県方言研究の概観』
- 日本音声学会（1950年）『音声研究 : 日本音声学会機関誌』
  - 「促音のかなづかいについて」
- 千葉大学教育学部分校国語研究室 『国語と教育』
  - （1951年）「日本文法・国語篇」
  - （1951年）「国語政策と国語教育」
- 日本音声学会　『音声の研究. 第7輯』
  - （1951年）「長音かなづかいの再吟味」
- 国立国語研究所（1951年）『安房上総方言カ行子音脱落の実態』
- 国立国語研究所（1954年）『千葉県館山市竹原』
- 「方言区画論」（『解釈と鑑賞』　1954年）
- 「方言区画について」（『近畿方言双書』Ⅰ 1955年）
- 「方言語彙」（『国語学辞典』1955年）
- 明治書院（1958年）『日本文法講座 続 第2 (表記編)』
  - 「かなづかいと文法」
- 東京堂（1959年）『文語文法概要』
- 東条操監修（1964年）『日本の方言区画』
  - 「方言区画私議」
- 東京堂（1967年）『文語文法概要　第3版』
- 東京堂（1968年）『文語文法概要　第5版』
- 至文堂 『国文学 : 解釈と鑑賞』
  - （1969年）「調査観究の手引き 方言辞典を作る」
- 平井昌夫, 徳川宗賢（1969年）　『方言研究のすべて』
  - 「方言辞典を作る」
  - （1970年）「ブックレビュー 柴田武『言語地理学の研究の方法』」

### 執筆に関わった書籍
- 平凡社（1933年）『大辞典』
- 東条操（1951年）『全国方言辞典』
- 東条操（1954年『分類方言辞典』
- 徳川宗賢監修（1989年）『日本方言大辞典』